# Контис, Ангелос
Ангелос Контис (греч.  Άγγελος Κόντης; 1 января 1912, Керкира — 1 января 2005, Керкира) — греческий художник 20-го века.

## Биография
Ангелос Контис родился на острове Керкира в 1912 году.
Начал свою учёбу в Художественном училище Керкиры в классах художников Георгия Самардзиса и Андреаса Вранаса. Продолжил учёбу в Афинской школе изящных искусств (1932—1937) у Умверто Аргироса. По завершении учёбы (1937) вернулся на Керкиру и полностью посвятил себя живописи.
Оставаясь верным пейзажу Керкиры, Контис первоначально работал только по маслу. Однако вскоре Контис перешёл к акварели, которая и характеризует его художественную деятельность на протяжении шести десятилетий. Искусствовед Т. Христу именует Контиса «любовником пейзажа Керкиры». Он же считает работы Контиса «экспрессионистской транскрипцией пейзажа Керкиры». Продолжая традиции школы пейзажа Керкиры, Контис сумел уйти от влияния своих великих предшественников и создал свой собственный стиль. Впоследствии он признал, что с студенческих лет он оставался абсолютно независимым в том, что касается художественного выражения.
С преданностью к пейзажу острова, он передавал в экспрессионистской манере особенности и мгновенную красоту пейзажа Керкиры.
Художник выставлял свои работы на персональных выставках на Керкире в 1957 и 1987 годах, а также в групповой выставке на Керкире в 1957 году и в Всегреческих выставках 1952, 1957, 1960, 1963, 1965, 1967 , 1969, 1971, 1973 годов. Его работы сегодня хранятся в Национальной художественной галерее в Афинах, в Муниципальной галерее Керкиры, в Муниципальной галерее Родоса, в министерствах и многих частных коллекциях в Греции и за её рубежами.
Ангелос Контис умер в 2005 году на своём родном острове. В 2006 году, через год после его смерти, в Картинной галерее Керкиры была выставлена выставка — ретроспектива работ Контиса.